# Karl von Hohenzollern-Hechingen
Johann Nepomuck Karl von Hohenzollern-Hechingen (* 25. Juli 1732 in Freiburg im Breisgau; † 11. August 1803 in Oliva) war Fürstbischof von Ermland.

## Familie
Karl von Hohenzollern-Hechingen entstammte einer katholischen Linie des Hauses Hohenzollern. Er war das jüngste von dreizehn Kindern des kaiserlichen Generalfeldmarschalls Hermann Friedrich von Hohenzollern-Hechingen (1665–1733).

## Leben
Karl von Hohenzollern-Hechingen war seit 1778 Kommendatarabt des Klosters Oliva und des Klosters Pelplin sowie Titularbischof von Dibona, von 1785 bis 1795 Bischof von Kulm (Culm) und von 1795 bis 1803 Fürstbischof von Ermland. Sein Nachfolger als Fürstbischof wurde nach einer Sedisvakanz im Jahre 1808 sein Neffe Joseph von Hohenzollern-Hechingen, den er auf eine geistliche Laufbahn aufmerksam gemacht hatte.